# Luteococcus japonicus
Espèce

Luteococcus japonicus est l'espèce type du genre de bactéries Luteococcus qui a été isolée du sol au Japon. Ce sont des bacilles non mobiles à Gram positif de la famille des Propionibacteriaceae dans l'ordre des Propionibacteriales faisant partie du phylum des Actinomycetota.

## Historique
Deux souches de bactéries, les souches IFO 12422 et IFO 15385, respectivement isolées de prélèvements de sols sur l(île de Tokara et de prélèvement d'eau d'une unité de brassage au Japon ont été identifiées respectivement comme une espèce de Micrococcus auriantus et une Micrococcus sp.. Cette identification n'était pas satisfaisante car contrairement aux caractéristiques des Micrococcus, ces deux souches n'ont pas de lysine dans leurs parois cellulaires mais de l'acide LL-diaminopimélique. La caractérisation complète de ces deux souches a permis la description du nouveau genre Luteococcus et représentant une nouvelle espèce nommées Luteococcus japonicus.

## Taxonomie

### Étymologie
L'étymologie de cette espèce L. japonicus est la suivante : ja.po’ni.cus N.L. masc. adj. japonicus, appartenant au Japon où la souche type a été isolée,. Le nouveau nom a été validé également en 1994 par l'ICSP.

### Phylogénie
L'analyse phylogénique basée sur la séquence partielle du gène ARNr 16S a montré que la séquence de la souche IFO 12422 est inférieure à 93,2 % avec celle d'autres espèces de bactéries, la plus proche étant Propionibacterium innocuum. 

## Description

### Caractéristiques
Luteococcus japonicus est une espèce de bactéries sphériques dont le diamètre est de 0,7 µm à 1,0 µm. CE sont des bactéries Gram positives anaérobies facultatives ne formant pas de spores et qui sont présentes seules, en paires ou en tétrades.
Sur milieu de culture, les colonies sont circulaires, lisses et de couleur crème à jaune. Les tests biochimiques catalase et oxydase sont positifs tandis que le test uréase est négatif.

### Souche types
La souche type de l'espèce L. japonicus est la souche IFO 12422 qui porte les identifiants ATCC 51526, CCUG 38731, CIP 104067, DSM 10546, JCM 9415, NBRC 12422 et VKM Ac-1951 dans différentes banques de cultures bactériennes.

## Habitat
L'espèce Luteococcus japonicus est une espèce de bactérie dont la souche type, IFO 12422 a été isolée d'un échantillon de sol.